# Samo Šalamon

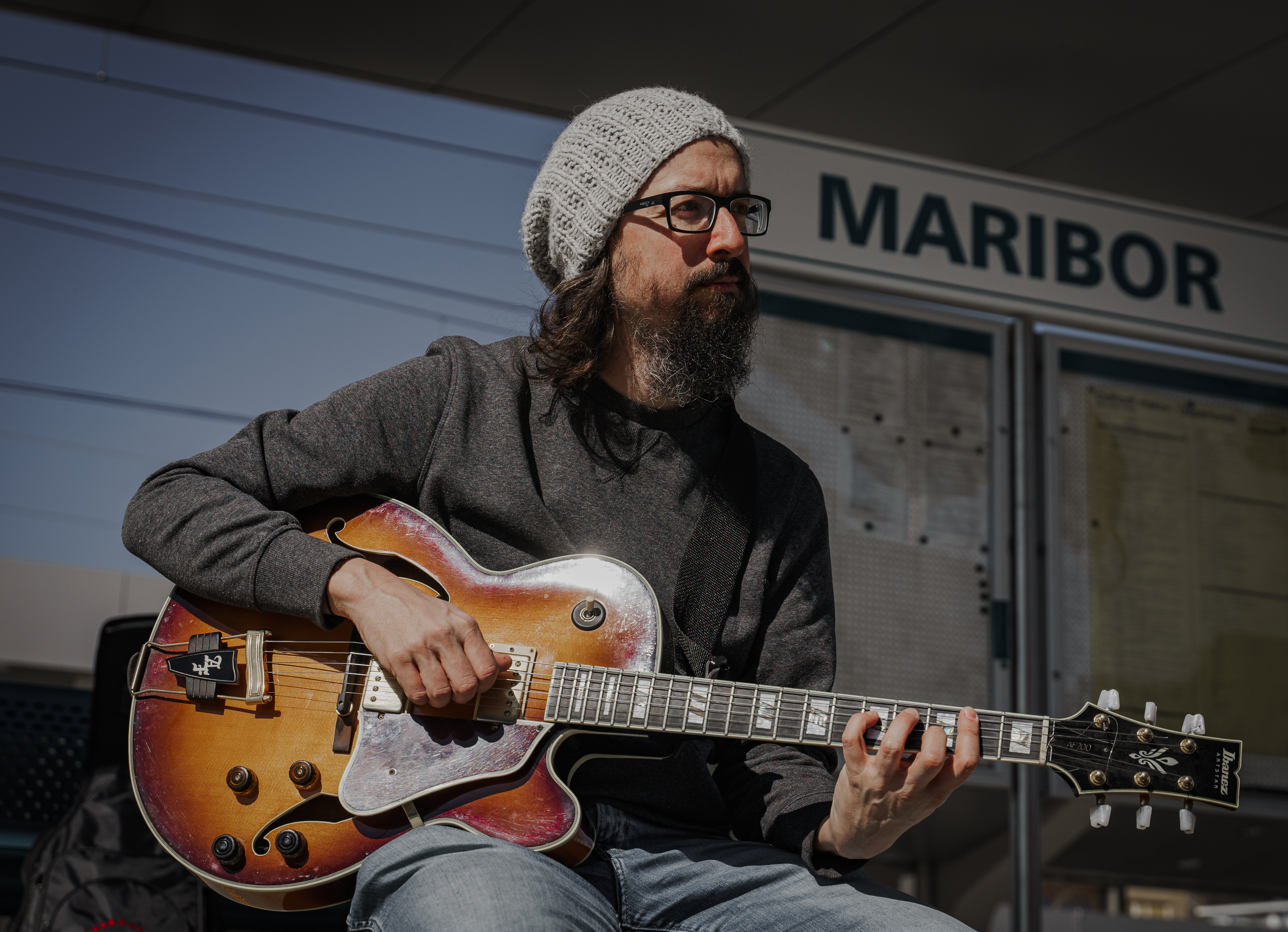
Samo Šalamon, 2021

Samo Šalamon (* 10. September 1978) ist ein slowenischer Jazz- und Studiomusiker (Gitarre, Komposition).

## Leben und Wirken
Šalamon studierte in Maribor klassische Gitarre; dann erhielt er Unterricht auf der Jazzgitarre am Landeskonservatorium Klagenfurt. Ende 2000 hielt er sich erstmals für einen Monat in New York auf, wo er Unterricht bei John Scofield hatte. In den folgenden Jahren wurde er von Rudy Linka, Tim Brady und Andrea Allione in Triest unterwiesen.
Seit Mitte der 2000er-Jahre ist Šalamon sowohl in der europäischen als auch in der New Yorker Jazzszene aktiv; sein Debütalbum Ornethology spielte er 2003 in Ljubljana mit Achille Succi, Salvatore Maiore und Zlatko Kaučič ein. 2005 folgte der Livemitschnitt Kei’s Secret (mit Achille Succi, Carlo DeRosa und Tyshawn Sorey), 2008 ein Trioalbum mit Tim Berne und Tom Rainey (Duality). In den folgenden Jahren arbeitete vorwiegend mit eigenen Formationen, für die er auch komponiert, etwa mit seinem NYC Quintet (mit Josh Roseman, Dave Binney, Mark Helias, Gerald Cleaver), mit seinem European Quartet (mit Michel Godard, Luciano Biondini und Roberto Dani) sowie mit seinem Bassless Quartet (mit 2014 John O’Gallagher, Loren Stillman, Roberto Dani). Außerdem spielte er im Duo mit Howard Levy und mit Stefano Battaglia (Winds, 2016).
Mittlerweile gilt er als „Tausendsassa“, der sich in allen Stilistiken zu Hause fühlt. In seiner umfangreichen Diskographie, die zu einem erheblichen Umfang als Eigenproduktion veröffentlicht wurde, finden sich mittlerweile große Namen aus dem amerikanischen und europäischen Jazz.

## Diskographische Hinweise
- Samo Šalamon Sextet: Ela’s Dream (Splasc(h) Records, 2005), mit Kyle Gregory, Dave Binney, Achille Succi, Paolino Dalla Porta und Zlatko Kaučič
- Bas Trio: BRGS Time (Splasc(h) Record 2005), mit Achille Succi, Jaka Berger
- Samo Salamon Quartet: Two Hours (Fresh Sound New Talent, 2006), mit Tony Malaby, Mark Helias, Tom Rainey
- Samo Salamon NYC Quintet: Government Cheese (Fresh Sound New Talent, 2007)
- Samo Salamon Quartet feat. Dominique Pifarély, Michel Godard & Dejan Terzić: Live Ones: Vol. 1 (2007, ed. 2021)[4]
- Samo Salamon & Aljoša Jerič Quartet Featuring Mark Turner (2008), mit Matt Brewer, Aljoša Jerič
- Samo Salamon Trio Live! (Sami 2009), mit Michel Godard, Roberto Dani[5]
- Samo Salamon Bassless Quartet: 2Alto (SteepleChase Records, 2014)
- Samo Salamon Quartets: Stretching Out (2013), Bruno Chevillon, John Hébert, Roberto Dani, Gerald Cleaver, Donny McCaslin, Dominique Pifarély
- Samo Šalamon Sextet: The Colours Suite (Clean Feed Records, 2017), mit Julian Argüelles, Achille Succi, Pascal Niggenkemper, Christian Lillinger, Roberto Dani
- Samo Šalamon, Szilárd Mezei, Achille Succi:  Free Sessions Vol. 1: Planets of Kei (Not Two Records, 2017)
- Traveling Moving Breating (Clean Feed, 2018), mit Tony Malaby, Roberto Dani
- François Houle & Samo Šalamon; Unobservable Mysteries (2021)
- Samo Salamon + Arild Andersen + Ra Kalam Bob Moses: Pure and Simple (Samo Records, 2022)
- Samo Salamon & New Freequestra: Free Distance Vol. 2: Poems Are Opening (Fundacja Słuchaj 2022)
- Dolphyology: Complete Eric Dolphy for Solo Guitar (Samo Records, 2022)
- Samo Salamon, Emmanuele Parrini, Vasco Trilla: Eating Poetry (Clean Feed 2023)
- Samo Salamon & Ra Kalam Bob Moses Orchestra: Dream Suites vol. 1 (Samo Records 2025)[6]